# Wellington da Silva de Souza
Wellington da Silva de Souza, kurz Souza, (* 27. Mai 1987 in Marília, Brasilien) ist ein brasilianischer Fußballspieler.

## Karriere
Wellington Silva begann seine Karriere 2006 beim Marília AC. Während der drei Jahre beim Verein wurde er vom Gyeongnam FC und von Tokushima Vortis ausgeliehen. Insgesamt absolvierte er in den drei Jahren 48 Ligaspiele. 2009 wechselte er zu Paraná Clube, von dem er bisher von vier Vereinen ausgeliehen wurde. Seinen bisher letzten Leihenvertrag unterzeichnete er beim Oeste FC. Anfang 2013 schloss er sich Cerâmica AC an.